# 金ごて

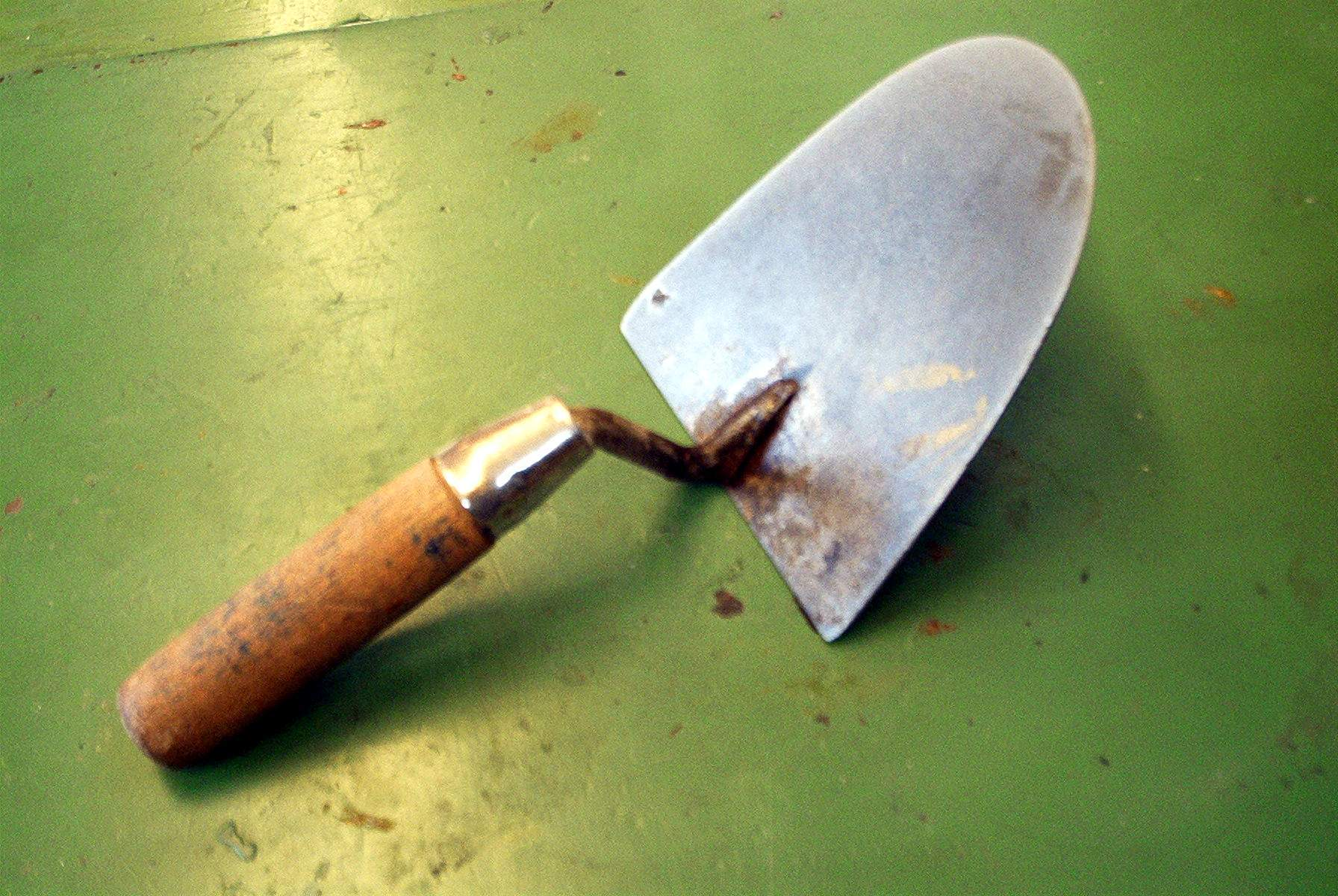
金ごて

金ごて（かなごて、金鏝）は、おもに左官工が使用する金属製の道具、こての一種。
壁面や天井に土やモルタルなどを塗る際に、また土間等にコンクリートやモルタルをならす際に使用する。塗る以外にも仕上げ作業（押さえ工）などにも使用するが、用途によって使用するこての大きさや厚さは異なる。壁面や天井にモルタルや土を塗る場合には主に 20cm～30cm の長さのものを、土間をならす場合には 30cm～45cm程度のものを使用する場合が多い。
仕上げをする場合（押さえ工）にはこての厚みが薄いほうがきれいに仕上がる。主に0.5mm 厚のものが良く使用されているようであるが、それぞれ職人の好みによって使用するこてのサイズはこれといって決まっていない。
うす塗りをする場合（しごきなど）には角ごてを使う。近年、コンクリート壁面等の素地調整に適した材料が多く開発されていることもあり、その需要が大きくなっている。
金ごての日本における生産シェアは兵庫県三木市（播州三木打刃物）のものが90%以上を占めている。
江戸時代に西田屋勘蔵が興した西勘で修行を積んだ鍛冶職人が方々に散っていき現在の名だたるブランドが存在すると言う説がある。